# Lois Moran
Pour les articles homonymes, voir Moran.
Lois Moran est une actrice, chanteuse et danseuse américaine, née Lois Darlington Dowling le 1er mars 1909 à Pittsburgh (Pennsylvanie), morte le 13 juillet 1990 à Sedona (Arizona).

## Biographie

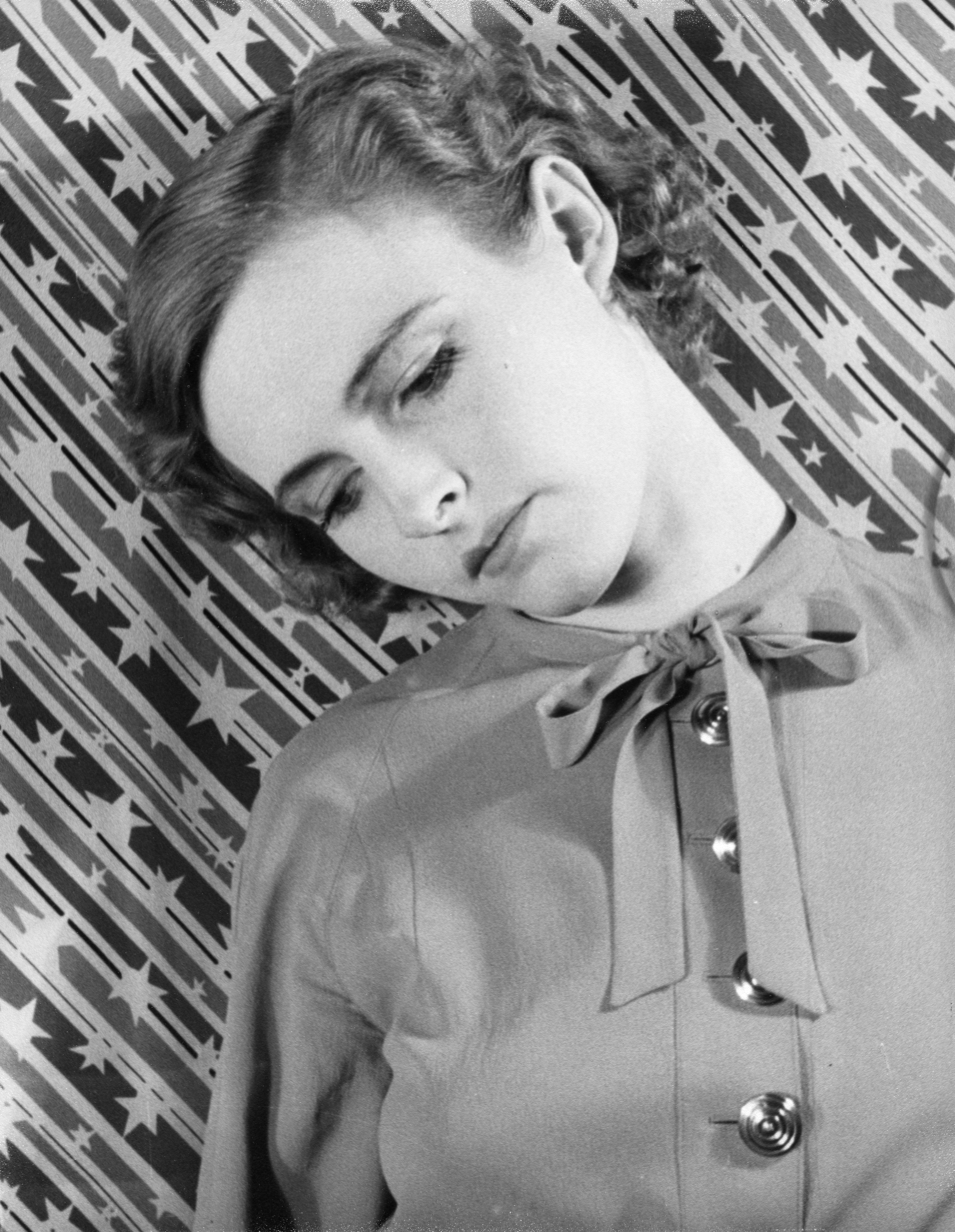
Photographiée en 1932
par Carl van Vechten

De 1921 à 1925, installée avec sa mère à Paris, elle y apprend le chant et la danse et se produit au sein du ballet de l'Opéra. Ainsi, sous le pseudonyme de Lois Moran, elle débute au cinéma dans deux films muets français, La Galerie des monstres de Jaque Catelain (avec le réalisateur et Jean Murat), sorti en 1924, puis Feu Mathias Pascal de Marcel L'Herbier (avec Ivan Mosjoukine et Marcelle Pradot), achevé en 1925 et sorti en 1926.
Revenue aux États-Unis et sollicitée par Hollywood, elle y tourne son premier film américain, Le Sublime Sacrifice de Stella Dallas d'Henry King (avec Ronald Colman et Alice Joyce), sorti en 1925. Suivent seize autres films muets américains jusqu'en 1928, dont La Route de Mandalay (The Road to Mandalay) de Tod Browning (1926, avec Lon Chaney et Owen Moore).
Elle contribue ensuite à seize films parlants américains, sortis à partir de 1929, dont Mammy de Michael Curtiz (1930, avec Al Jolson et Lowell Sherman). Son dernier film est le court métrage Ladies Not Allowed de Joseph Santley, sorti en 1932 (après quoi elle se retire du grand écran), avec Victor Moore et Otto Kruger.
Au théâtre, Lois Moran débute à Broadway en 1930-1931, dans la pièce This Is New York de Robert E. Sherwood, avec Robert Barrat. Puis elle retrouve Victor Moore dans deux comédies musicales de George et Ira Gershwin, Of Thee I Sing (1931-1933) et sa suite Let 'Em Eat Cake (en) (1933-1934).
Mariée en 1935, Lois Moran se consacre désormais à sa famille, mais réapparaît néanmoins brièvement à la télévision en 1954-1955, dans deux séries, dont Waterfront (trente-deux épisodes).

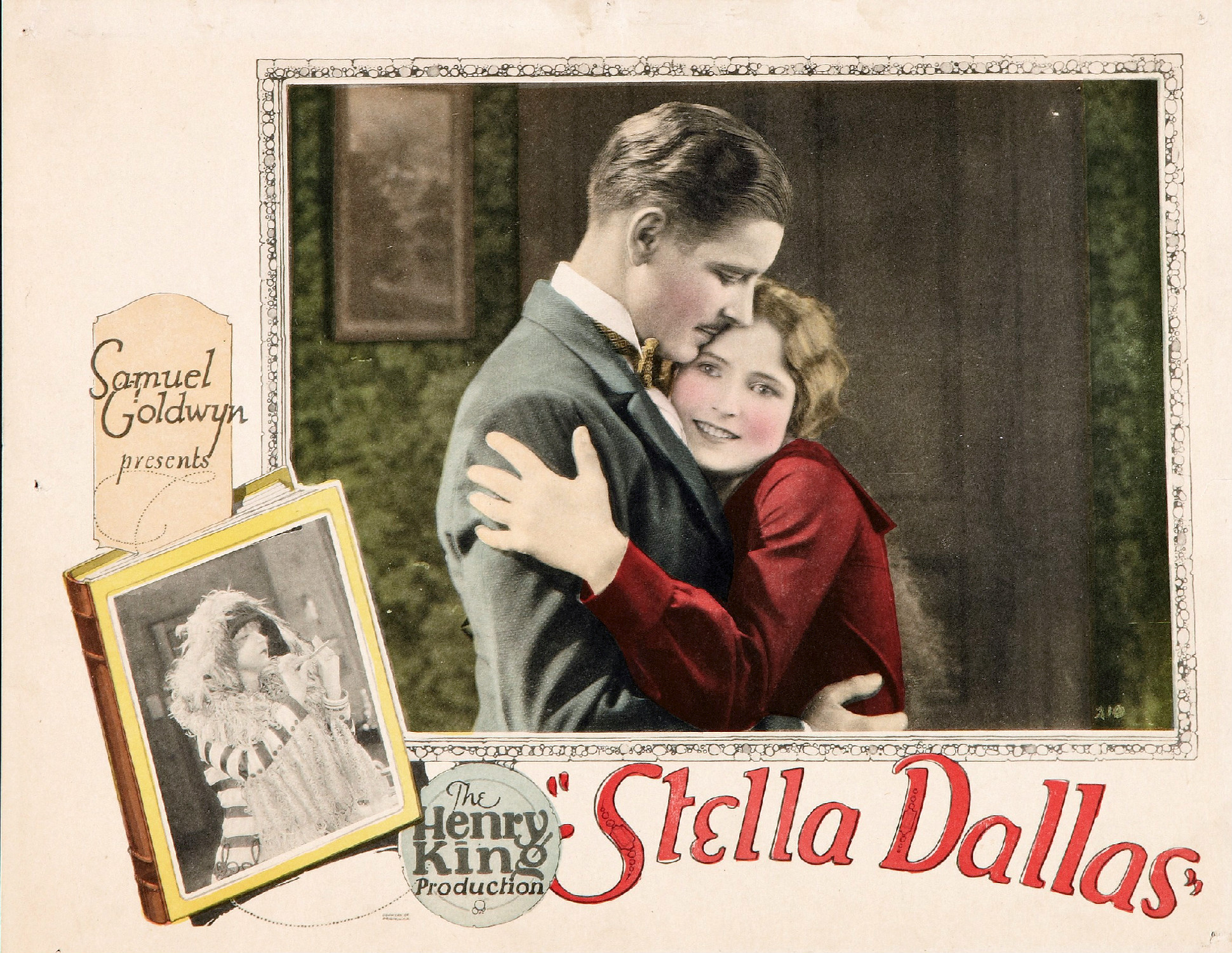
Avec Ronald Colman, dans Le Sublime Sacrifice de Stella Dallas (1925, poster promotionnel)
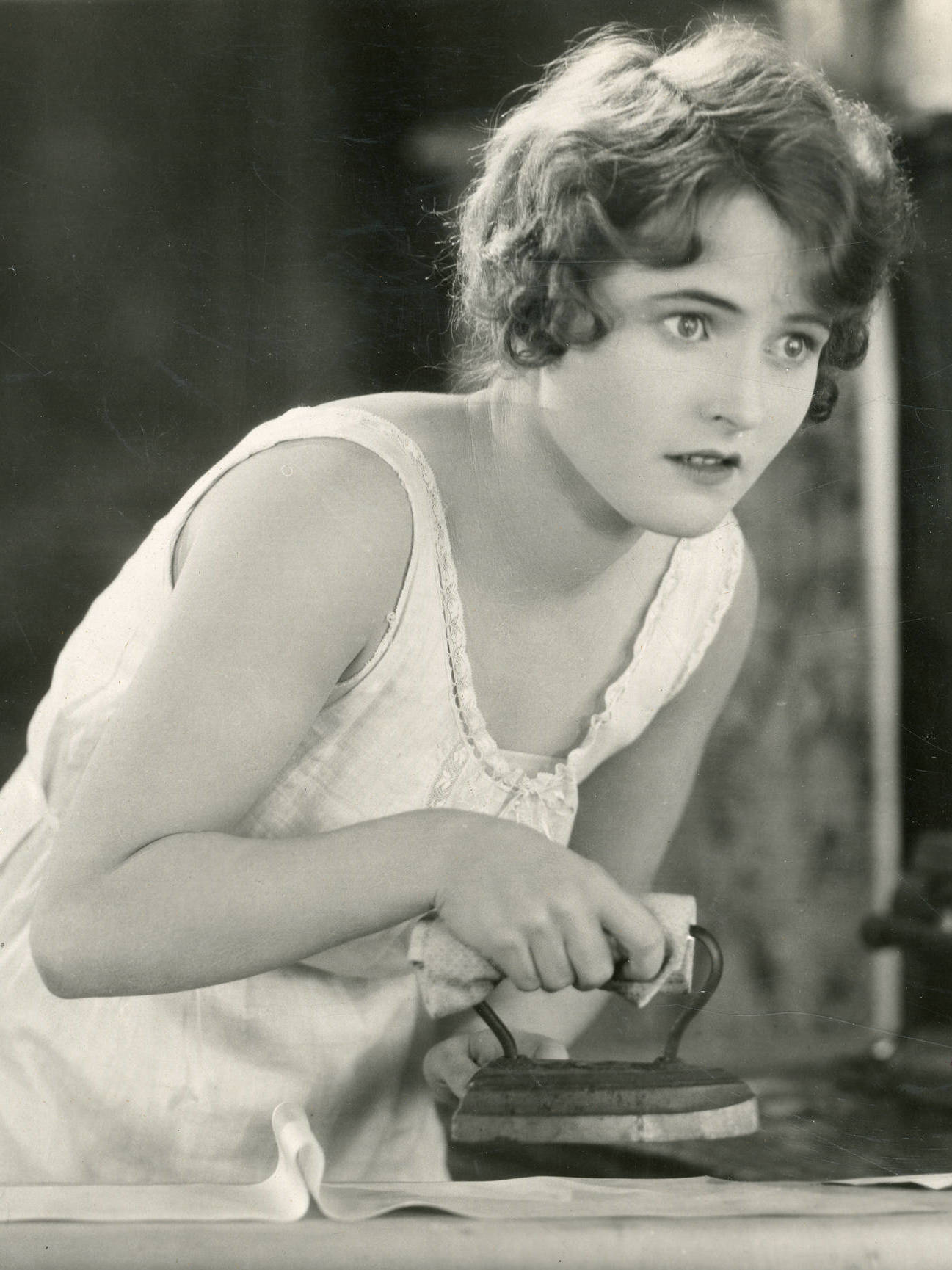
Lois Moran en 1926 dans God Gave Me Twenty Cents
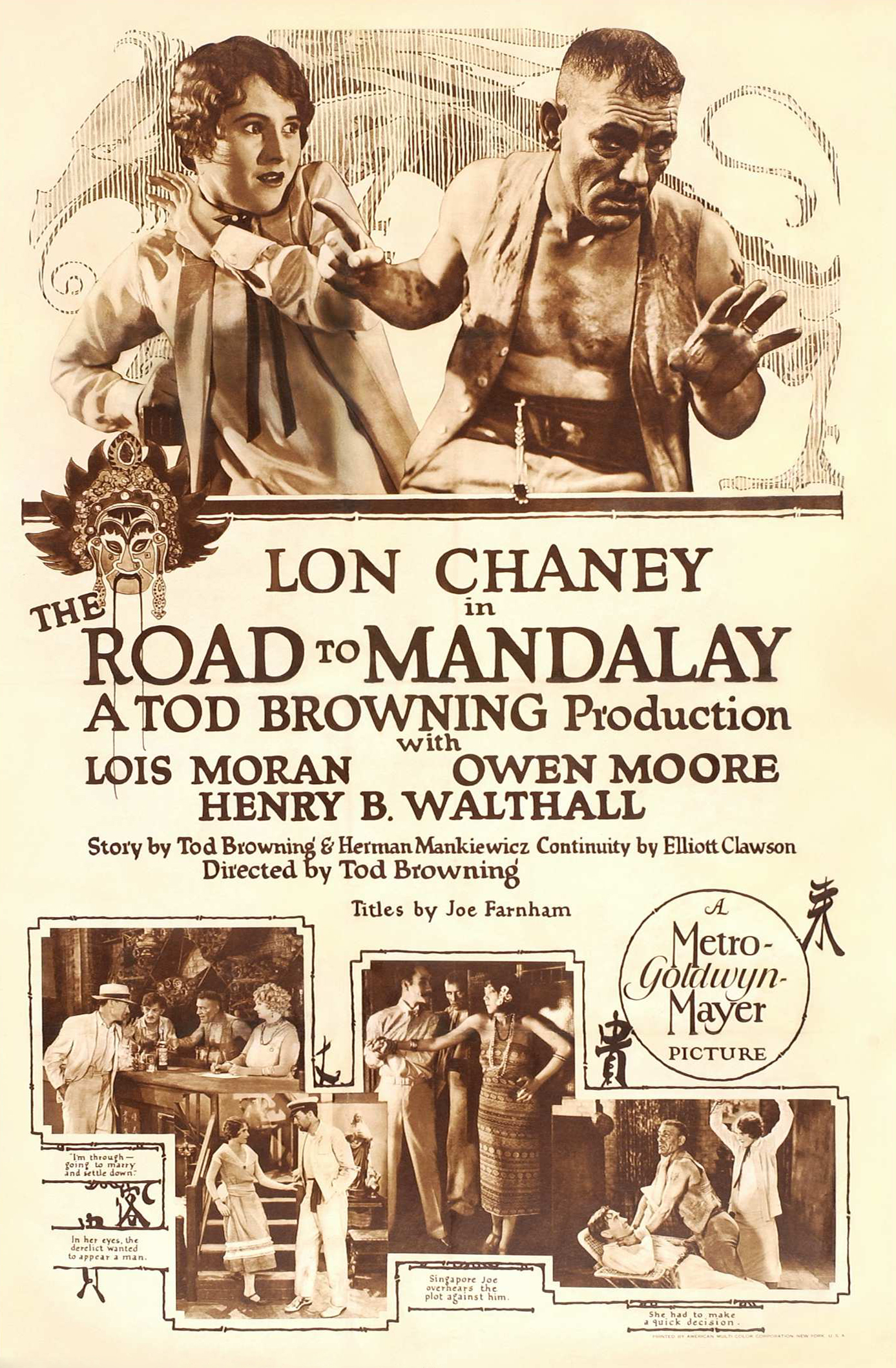
Avec Lon Chaney, dans The Road to Mandalay (1926, photo promotionnelle)
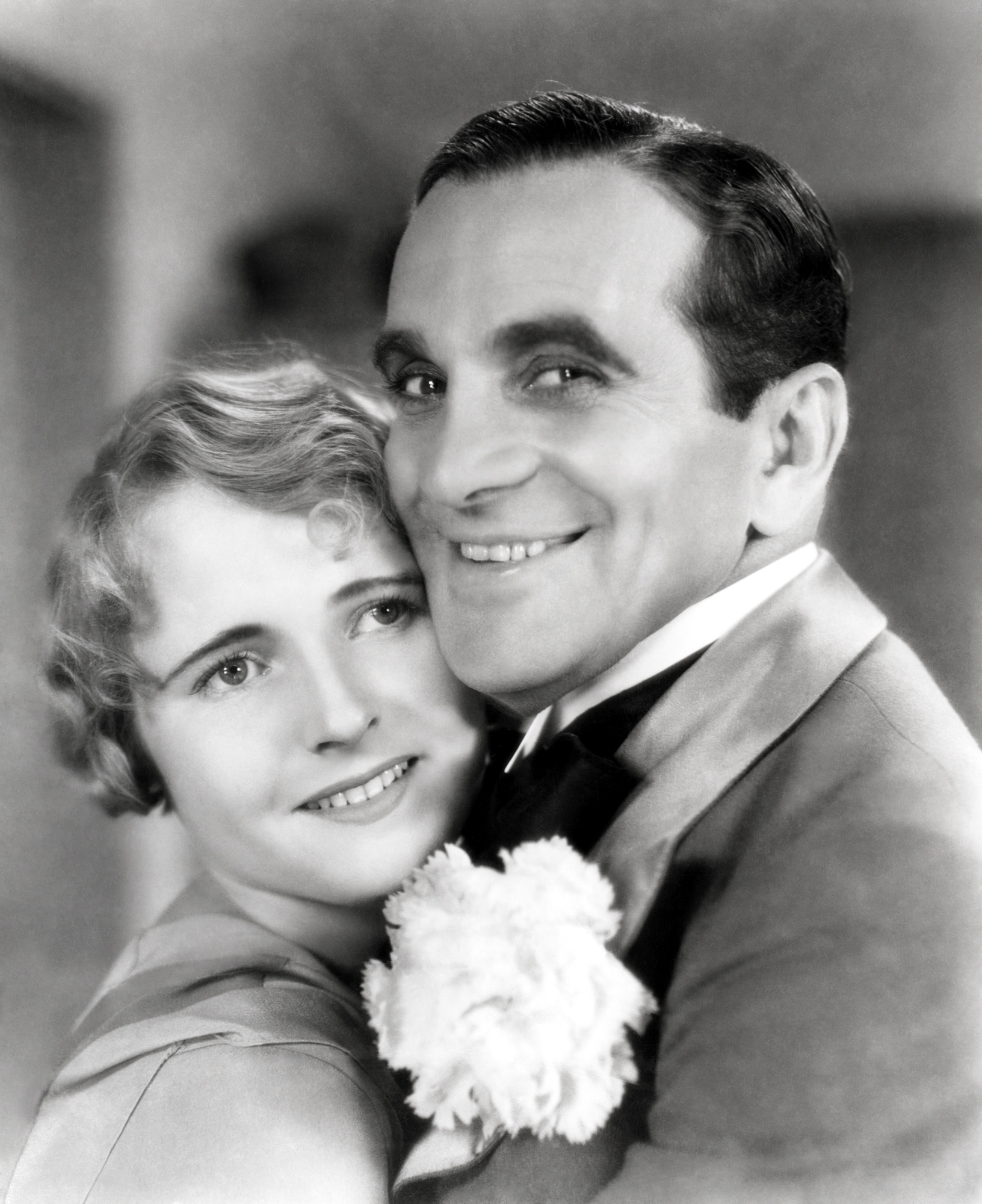
Avec Al Jolson, dans Mammy (1930, photo promotionnelle)

## Filmographie partielle
(films américains, sauf mention contraire)
- 1924 : La Galerie des monstres de Jaque Catelain (film français) : Ralda / Ofélia
- 1925 : Le Sublime Sacrifice de Stella Dallas (Stella Dallas) d'Henry King : Laurel Dallas
- 1926 : Feu Mathias Pascal de Marcel L'Herbier (film français, achevé en 1925) : Adrienne Paleari
- 1926 : Just Suppose de Kenneth S. Webb : Linda Lee Stafford
- 1926 : Les Briseurs de joie (Padlocked) d'Allan Dwan : Edith Gilbert
- 1926 : La Route de Mandalay (The Road to Mandalay) de Tod Browning : La fille de Joe
- 1926 : The Reckless Lady d'Howard Higgin : Sylvia Fleming
- 1926 : Prince of Tempters (en) de Lothar Mendes : Monica
- 1926 : God Gave Me Twenty Cents (en) d'Herbert Brenon : Mary
- 1927 : The Music Master (en) d'Allan Dwan : Helene Stanton
- 1927 : The Whirlwind of Youth de Rowland V. Lee : Nancy Hawthorne
- 1927 : Publicity Madness d'Albert Ray : rôle non-spécifié
- 1927 : The Irresistible Lover de William Beaudine : Betty Kennedy
- 1928 : Love Hungry de Victor Heerman : Joan Robinson
- 1928 : Don't Marry de James Tinling : Priscilla Bowen / Betty Bowen
- 1928 : Sharp Shooters de John G. Blystone : Lorette
- 1928 : Minuit à Frisco (The River Pirate) de William K. Howard : Marjorie Cullen
- 1929 : Sa vie m'appartient (True Heaven) de James Tinling : Judith
- 1929 : Words and Music de James Tinling : Mary Brown
- 1929 : Making the Grade d'Alfred E. Green : Lettie Ewing
- 1929 : A Song of Kentucky de Lewis Seiler : Lee Coleman
- 1929 : Behind That Curtain d'Irving Cummings : Eve Mannering Durand
- 1930 : Mammy de Michael Curtiz : Nora Meadows
- 1930 : Under Suspicion
- 1931 : Men in Her Life de William Beaudine : Julia Cavanaugh
- 1931 : Transatlantic de William K. Howard : Judy Kramer
- 1931 : West of Broadway d'Harry Beaumont : Dot Stevens
- 1932 : Ladies Not Allowed de Joseph Santley (court métrage) : rôle non-spécifié
- 1974 : Alice dans les villes de Wim Wenders : hôtesse d'aéroport

## Séries télévisées (intégrale)
- 1954 : The Lineup (en), saison 1, épisode 13 The Christmas Story : Mme Warner
- 1954-1955 : Waterfront, saisons 1 et 2, 32 épisodes : May « Mom » Herrick

## Théâtre à Broadway (intégrale)
- 1930-1931 : This Is New York, pièce de Robert E. Sherwood : Emma Krull
- 1931-1933 : Of Thee I Sing, comédie musicale, musique de George Gershwin, lyrics d'Ira Gershwin, livret de Morrie Ryskind et George S. Kaufman, mise en scène de George S. Kaufman, costumes de Charles Le Maire : Mary Turner
- 1933-1934 : Let 'Em Eat Cake, comédie musicale, musique de George Gershwin, lyrics d'Ira Gershwin, livret de Morrie Ryskind et George S. Kaufman, mise en scène de George S. Kaufman : Mary Wintergreen

## Note et référence
1. ↑  L'IMDb ci-dessous mentionne la participation de Lois Moran au film allemand Alice dans les villes (1974) de Wim Wenders ; il s'agit sans doute d'une confusion (à confirmer) avec une actrice homonyme.